# Alberto Marcos Rey
Alberto Marcos Rey (Camarma de Esteruelas, Madrid, España, 15 de febrero de 1974) es un exfutbolista español. Jugaba como lateral izquierdo, y desarrolló prácticamente la totalidad de su carrera profesional en el Real Valladolid, equipo en el cual tiene el récord de partidos oficiales disputados.

## Trayectoria
Curtido en la cantera del Real Madrid, debutó con el primer equipo en Primera División en la temporada 1993-94 en el Sánchez Pizjuán durante un Sevilla 0 - Real Madrid 1, esa temporada saltó a la fama por su recordado férreo marcaje al búlgaro Hristo Stoitchkov en un partido jugado en el Santiago Bernabéu ante el FC Barcelona.
En la temporada siguiente, y con Jorge Valdano como nuevo entrenador blanco, Marcos contó con oportunidades durante la primera mitad de la temporada pero en la segunda vuelta, y sin motivo aparente, deja de contar para el entrenador hasta el punto de desaparecer de las convocatorias.
En 1995 ficha por el Real Valladolid, club en el que ha conseguido la marca de más partidos oficiales jugados con el club pucelano; fue durante muchas temporadas el capitán del equipo. Es muy apreciado por la afición, ya que se mantuvo siempre al pie del cañón, tanto en Primera como en Segunda. Pese a tener pasada ya la treintena siguió dando recitales de buen fútbol, como en la victoria por 0-3 de su equipo el 22 de noviembre de 2008 ante el Villarreal C.F., que ese año jugaba la Champions League y era el único equipo imbatido de la Liga Española; Alberto Marcos fue el jugador más destacado del equipo por su soberbio marcaje al internacional español Cazorla. Como capitán, su labor más destacada era "mantener todos los jugadores muy juntitos". para que los valores de los jugadores como equipo sea una máxima dentro del vestuario.
Marcos complementaba su faceta de jugador en el Real Valladolid con la de asesor a los directivos del club, aunque últimamente no fuera necesaria su participación, tal y como declaró en agosto de 2009: "Llevamos un tiempo dejando hacer las cosas a la gente de arriba".
Marcos, al jugar de lateral izquierdo, no era un hombre muy dado a anotar goles; con el Real Madrid no consiguió ninguno y con el Real Valladolid únicamente consiguió cuatro: ante el Sporting de Gijón (1995-96), Deportivo de la Coruña (2001-02), Real Mallorca (2002-03) y Deportivo Alavés (2006-07).
Al finalizar la temporada 2009-10, se confirmó el descenso del Real Valladolid a la Segunda División; los directivos del club deciden afrontar la temporada en Segunda realizando una profunda reestructuración en la plantilla y comunican a Marcos que no se cuenta con él. Al estar libre decide aceptar ese verano la oferta de la S. D. Huesca, equipo en el que militó durante una temporada hasta anunciar su retiro al final de la misma.

## Récords
Marcos ostenta diversos récords en el Real Valladolid, es el jugador que más partidos de liga (438), más partidos oficiales (471), más partidos de Primera División (361) y más minutos en Primera División (31.610) ha jugado con el equipo blanquivioleta.
Además, es el jugador que más temporadas ha estado en el club (15), las mismas que estuvo Luis Mariano Minguela.

## Clubes
| Club                  | País          | Año           | PJ  | G |
| --------------------- | ------------- | ------------- | --- | - |
| Real Madrid "C"       | España        | 1993-94       | 4   | 0 |
| Real Madrid "B"       | España        | 1994-95       | 61  | 0 |
| Real Madrid C. F.     | España        | 1994-95       | 11  | 0 |
| Real Valladolid C. F. | España        | 1995-2010     | 474 | 4 |
| S. D. Huesca          | España        | 2010-2011     | 34  | 0 |
| Total carrera         | Total carrera | Total carrera | 578 | 4 |

## Palmarés

### Títulos nacionales
| Título                     | Club                  | País   | Año     |
| -------------------------- | --------------------- | ------ | ------- |
| Supercopa de España        | Real Madrid C. F.     | España | 1993    |
| Primera División de España | Real Madrid C. F.     | España | 1994-95 |
| Segunda División de España | Real Valladolid C. F. | España | 2006-07 |

### Títulos internacionales
| Título              | Club              | Sede                | Año  |
| ------------------- | ----------------- | ------------------- | ---- |
| Copa Iberoamericana | Real Madrid C. F. | Madrid Buenos Aires | 1994 |